# Persécutions religieuses

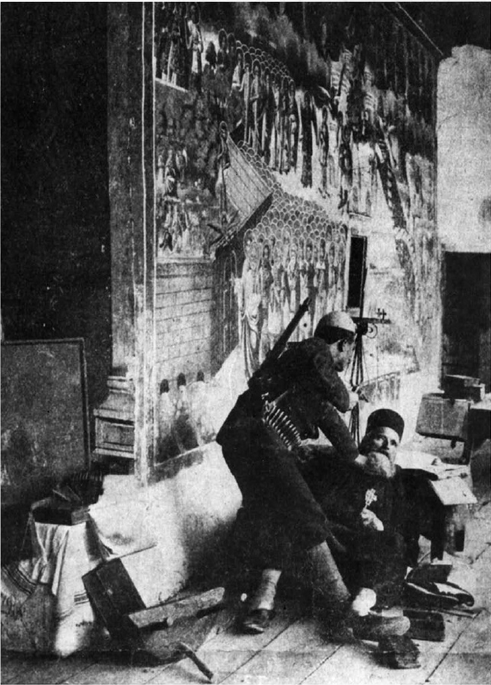
Meurtre d'un moine serbe au monastère Dečani, Kosovo, 1912.

Les persécutions religieuses sont des mauvais traitements systématiques infligés à un groupe de personnes en raison de leur appartenance religieuse. Les persécutions religieuses peuvent être déclenchées par un État quand il considère un groupe religieux comme une menace à ses intérêts ou à sa sécurité, ou par des groupes religieux envers des croyances qui sont considérées comme hérétiques, schismatiques ou blasphématoires.

## Histoire
La tendance des sociétés ou des groupes au sein de la société à la répression ou l’aliénation de différentes sous-cultures est un thème récurrent dans l'histoire de l’humanité.
L'empereur Qin Shi Huang de la dynastie Qin a effectué en 213 av. J.-C. une persécution intense contre les différentes écoles de pensée chinoises jusqu'à la fin de son règne en 206 av. J.-C.
Les Juifs sont un peuple victime de persécutions religieuses depuis l'antiquité, notamment à travers leurs expulsions, lors de la persécution des Juifs durant les croisades ou lors de l’Inquisition. La Shoah, en dépit des liens entre antijudaïsme et antisémitisme n’est pas considérée comme une persécution religieuse mais comme un génocide.
Aux persécutions des chrétiens apparues dès le Ier siècle dans l’Empire romain, ont succédé les destructions de statues et de temples païens quand le christianisme fut proclamé religion d’État par Théodose Ier en 381. Voir aussi l'article sur les persécutions des chrétiens. 
Des persécutions ont aussi eu lieu de la part d'églises chrétiennes à l'encontre de dissidences religieuses ou d'autres religions. C'est notamment le cas de l’Église catholique qui entendait combattre les hérésies par le moyen de l'Inquisition.
D'autres peuples représentant des minorités religieuses ont été et sont victimes de persécutions,,,, certains jusqu'à disparaître,, comme le montre la liste des religions.

## Situation actuelle
La liberté de religion est une des quatre libertés garanties par la Déclaration universelle des droits de l'homme. Cependant, dans de nombreux pays du monde d'aujourd'hui, les persécutions religieuses donnent lieu à tant de violence qu'elles demeurent un problème d’atteinte aux droits de l’homme. Des organismes comme Amnesty International en signalent régulièrement les violations.  